# Alaejos
Alaejos è un comune spagnolo di 1 550 abitanti situato nella comunità autonoma di Castiglia e León.
È situato agli antipodi della capitale neozelandese Wellington.